# Gewoon kleinoogje
Het gewoon kleinoogje (Porrhomma pygmaeum) is een spinnensoort in de taxonomische indeling van de hangmatspinnen (Linyphiidae).
Het dier behoort tot het geslacht Porrhomma. De wetenschappelijke naam van de soort werd voor het eerst geldig gepubliceerd in 1834 door John Blackwall.